# Гигантский кодекс
Гига́нтский ко́декс (лат. Codex Gigas, каталожное обозначение MS A 148) — пергаментный иллюминированный рукописный свод начала XIII века, созданный, по-видимому, в бенедиктинском монастыре чешского города Подлажице (ныне — часть города Храст). Вероятно, вся работа была проделана одним человеком, на что потребовалось от 20 до 30 лет; по косвенным данным, манускрипт был окончен к 1230 году. Формат листов — 89 см в высоту, 49 см в ширину (переплёт 91,5 × 50,1 см); включает 310 пергаментных листов, текст переписан в две колонки по 106 строк; толщина книги — 22 см, а вес блока — 75 кг; сдвинуть с места её можно усилиями двух человек. По-видимому, это самая большая по размерам и объёму рукописная книга в западноевропейской книжной традиции. Содержит полный текст Библии (сигла gig, № 51 по обозначению Бойронского института), труды Иосифа Флавия, «Этимологии» Исидора Севильского, «Чешскую хронику» Козьмы Пражского (сигла B) и другие тексты — все на латинском языке. Поскольку в книге содержится полностраничное изображение сатаны, в массовой культуре за ней закрепилось название «Дьявольской Библии» (чеш. Ďáblova bible, швед. Djävulsbibeln). С XVII века хранится в Национальной библиотеке Швеции в Стокгольме, находится в постоянной экспозиции, открытой для широкой публики. В музее города Храст размещён макет кодекса в натуральную величину.

## Содержание

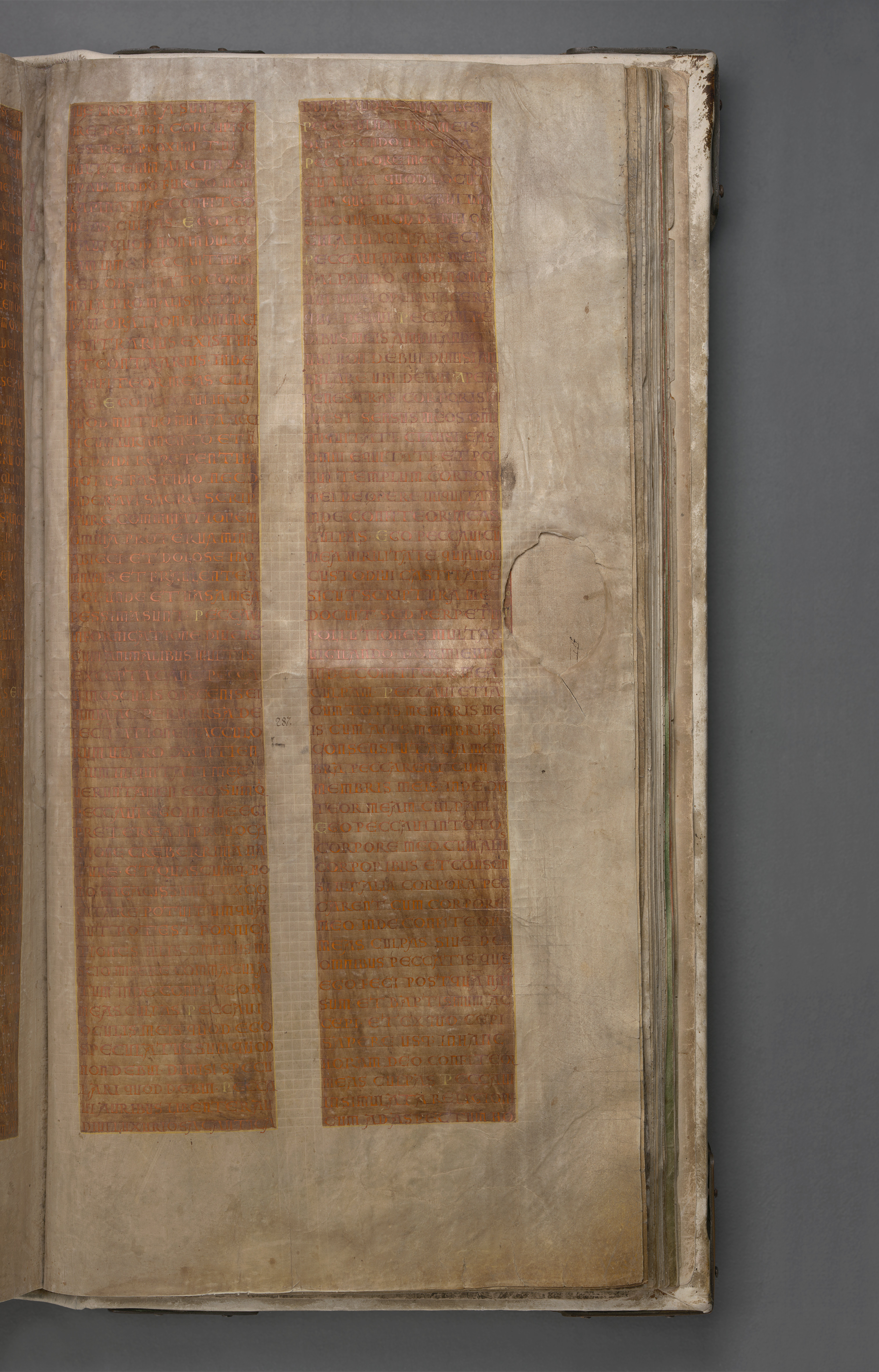
Страница 571 с наставлением в покаянии. Поле с текстом окрашено пурпуром, выцветшим от времени

Кодекс, по-видимому, должен был содержать всю сумму знаний, которыми располагал Бенедиктинский орден: от Священного Писания и священной истории, энциклопедии и современной (для XIII века) истории, до необходимых в монастырской жизни сведений, включая медицинские. Начинается рукопись текстом Ветхого Завета, за которым следуют обе книги Иосифа Флавия — «Иудейские древности» и «Иудейская война», которые дополняли исторические сведения Священного Писания. Далее помещены «Этимологии» Исидора Севильского — первая универсальная энциклопедия, широко распространённая в Средние века. После «Этимологий» следуют практические и теоретические медицинские трактаты разных веков (всего 8: Гиппократа, Константина Африканского, и некоторых других — в основном, из Салернской школы). После медицинских текстов идут книги Нового Завета, за которым располагается краткое наставление в покаянии, завершаемое полностраничными изображениями Града Небесного и дьявола. После иллюстраций помещён небольшой текст с описанием ритуала экзорцизма (столбцы с текстом здесь, как и в тексте покаяния, окрашены пурпуром, унциальный почерк сильно отличается от остального текста), за которым следует «Чешская хроника» Козьмы Пражского. Далее, по-видимому, был Устав св. Бенедикта, но листы с этим текстом были вырезаны — это единственная лакуна, имеющаяся в рукописи (некоторые обрезки ещё видны). В самом конце кодекса помещён календарь-мартиролог — основное пособие по расчёту литургического года, пасхалии, и список известных и малоизвестных персон с датами поминания. Далее имеется список насельников монастыря (возможно — жертвователей и благодетелей или покупателей индульгенций). Списки имён и мартиролог содержат преимущественно имена местных деятелей и богемских святых, дополнительно свидетельствуя о происхождении рукописи.
Существует версия, что Гигантский кодекс следует рассматривать как историографический, а не теологический или богослужебный свод. Ветхий Завет дополнен трудами Иосифа Флавия, составляя непрерывное повествование от сотворения мира до Рождества Христова. В этом смысле становится понятным помещение текста «Этимологий» между Ветхим и Новым Заветом — Исидор Севильский стремился представить обзор всего человеческого знания с христианской точки зрения и показать предназначение всех вещей. Медицинские тексты должны были обеспечить телесное здравие в дополнение к душевному. Новый Завет — повествование о Спасителе — завершается текстом о покаянии и противопоставленными друг другу картинами Града Небесного и сатаны: Град Божий является конечной целью человеческого существования и обетованием спасения во Христе, а условием допуска туда является покаяние. Изображение сатаны и описание ритуала экзорцизма предлагает необходимую помощь для защиты от князя тьмы. «Чешская хроника» связывает всемирную священную историю с христианизацией края, где переписана рукопись и живут её читатели; одновременно они вписываются в единое церковное тело, а их история становится частью всеобщей. В соответствии со средневековыми представлениями, Козьма Пражский показал, что все человеческие действия предопределены, а все исторические деятели являются орудиями для осуществления Божьих замыслов.

## Описание. Оформление

### Пергамент, почерк, фальцовка

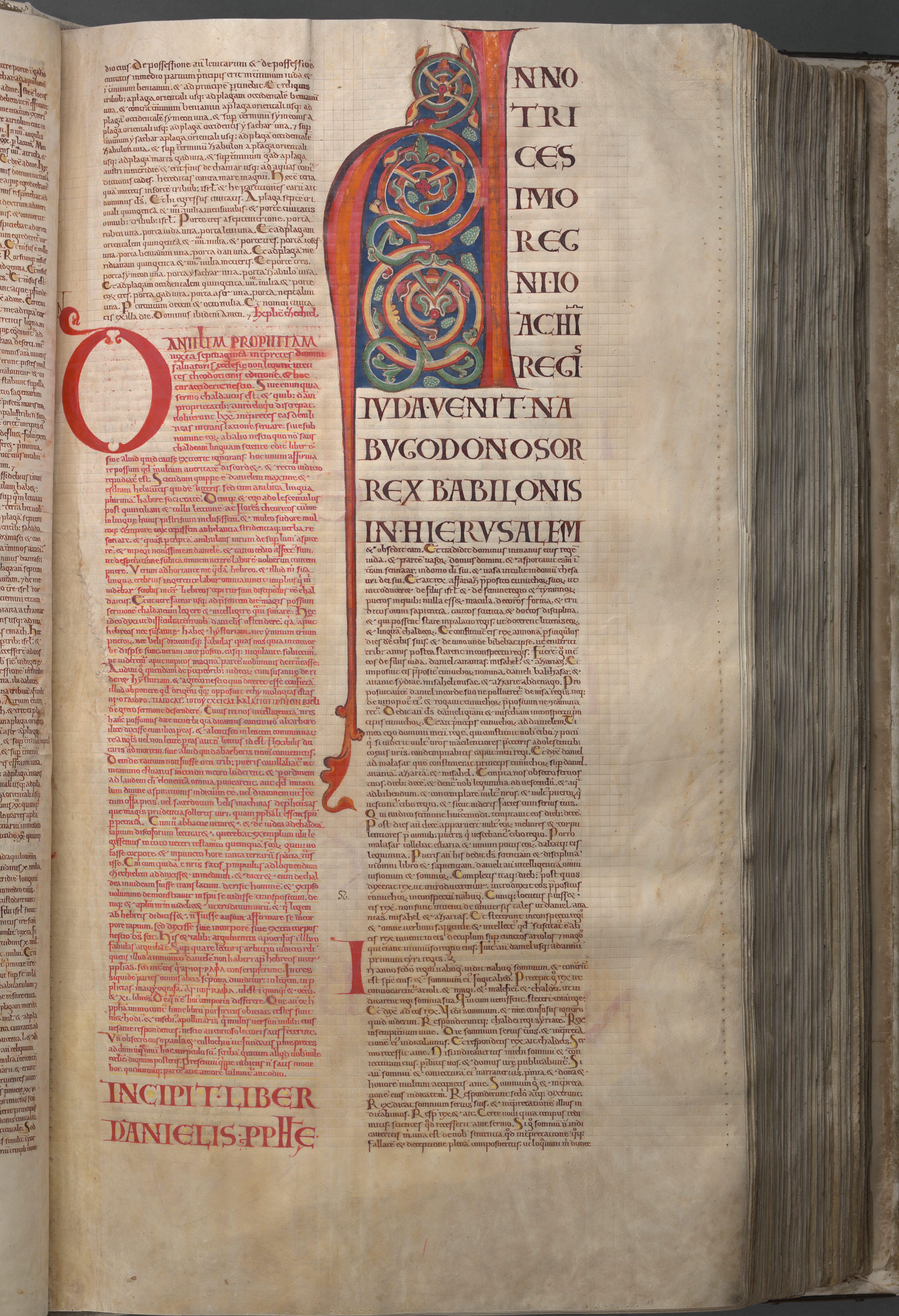
Лист 52 recto. Заставка Книги пророка Даниила, хорошо видны зачины и все элементы книжного оформления внутри кодекса

В современном состоянии Гигантский кодекс содержит 310 пергаментных листов форматом 890 × 490 мм. Изначально листов было 320 (640 страниц), но восемь были неизвестно кем и когда вырезаны, и ещё два утрачены. Считается, что пергамент был выделан из шкур ослов, на что потребовалось умертвить 160 животных. Выдвигалось также мнение, что использовались телячьи шкуры. Пергамент на сайте Национальной библиотеки Швеции характеризуется как «среднего качества». Листы неодинаковы по толщине и цвету, их волосяная сторона желтоватая, а «мясная» (внутренняя) — почти белая. В соответствии с правилами средневековой фальцовки, пергаментные листы собраны так, чтобы на развороте последовательно оказывалась волосяная или мясная сторона. Тетрадей изначально было 40, в каждой по 8 листов (16 страниц), что являлось редкостью в книжной культуре Античности и Средневековья. Листы 1v, 305r и 308v носят следы воздействия реагента, с помощью которого исследователи XIX века, по-видимому, пытались разобрать стёршиеся надписи. Реагент оставил на пергаменте тёмно-коричневые пятна, а текст, на который воздействовали, стал почти нечитаемым. Каждый лист снабжён фолиацией в центре лицевой стороны, по-видимому, она была добавлена уже в Швеции.

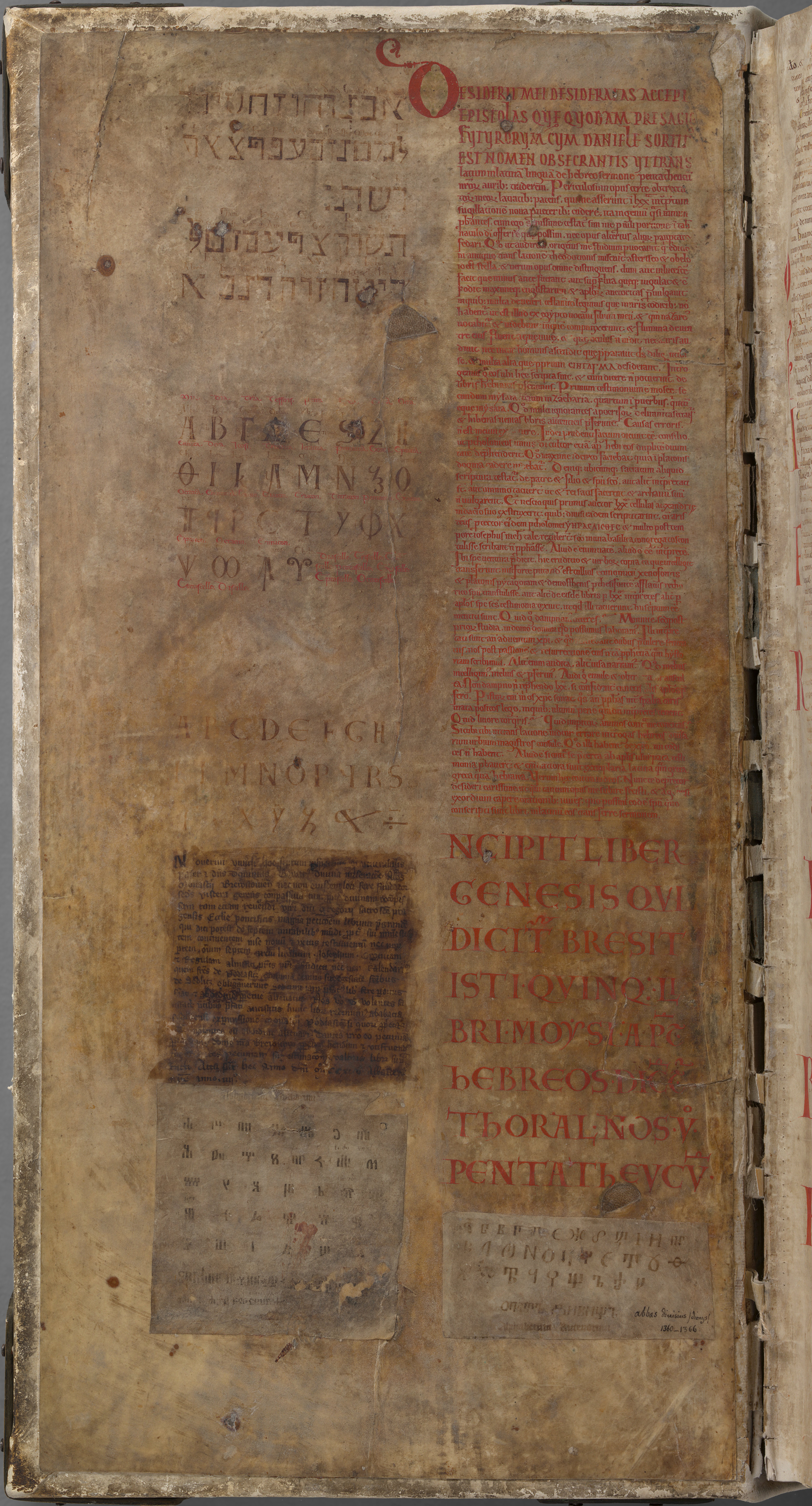
Лист первый оборотный Гигантского кодекса. Видны алфавитные списки, почерневшее поле с владельческой записью и вступление и зачин Книги Бытия

Гигантский кодекс переписан нетипичным для XIII века почерком, который фактически является поздней версией каролингского минускула. Рукописный шрифт легко читается, он настолько однороден, что напоминает современный печатный. Буквы высотой от 2,5 до 3 мм на странице такого размера кажутся слишком мелкими. При этом для разных текстов величина букв варьируется: для библейских текстов, книг Иосифа Флавия и хроники Козьмы Пражского использован несколько бо́льший минускульный шрифт, чем в энциклопедии Исидора и медицинских трактатах. На странице две колонки по 106 строк, экономный почерк позволил уместить множество больших текстов в сравнительно ограниченный объём. На первом листе приводятся списки знаков алфавитов, а именно еврейского, греческого, глаголицы, кириллицы и латиницы с дополнительными знаками. Тексты о покаянии и экзорцизме переписаны крупным маюскулом, так же, как и календарные списки. Текст разделён на слова, последовательно используются знаки препинания — точки обозначают конец предложения и середину фразы.
Помимо маргиналий исследователей кодекса эпохи Ренессанса и Нового времени, имеются и несколько средневековых дополнений. На лицевой части первого листа сохранилась владельческая запись, удостоверяющая продажу книги в 1295 году; обработанная реагентом, она трудно читается на сильно потемневшем пергаменте. На широком нижнем поле листа 273r записана молитва Пречистой Деве, добавленная, по-видимому, примерно в то же время. Имеются также средневековые маргиналии на листах 276r, 286r — это стихотворные молитвы, а также запись на полях календаря (лист 305v), выполненные одним и тем же почерком.
Симметричное и строгое расположение текста, размеры полей и число строк выдержаны до самого конца рукописи; каждый лист имеет сложную сеточную разлиновку, выполненную тупой стороной перочинного ножа. Переписчик старался, чтобы зачин новой книги или элемент текста начинался с новой дести, в результате исключений из этого правила всего три: «Иудейские древности» открываются на шестом листе XV тетради (лист 118r), тогда как «Иудейская война» — на втором листе XXIII тетради (лист 178v). Устав св. Бенедикта был вырезан, но и он не начинал и не заканчивал тетрадь XXXIX. Хотя текст Книги Бытия сохранился полностью, но он переписан на листе 1v, и, следовательно, первая тетрадь начиналась особо роскошным инициалом или миниатюрой, которая была утрачена.

### Иллюминация
Гигантский кодекс относится к числу иллюминированных рукописей, включая две полностраничные миниатюры, два изображения в тексте и 57 декорированных инициалов и маргиналий. Полностраничные миниатюры (обе размером 41 × 77 см) располагаются на развороте друг напротив друга — Небесный Град (лист 289v) и изображение дьявола (лист 290r). По-видимому, это должно символизировать контраст между обетованием Царства Божьего и символом зла и тьмы. «Иудейские древности» Иосифа Флавия открываются его изображением (лист 118r), а далее следует лист 118v — миниатюра со схематическими картами неба и земли, поскольку Иосиф цитирует начало Книги Бытия. Обе миниатюры расположены на полях, и не отнимают пространства текста. Большинство библейских книг украшены сложными многоцветными инициалами, такой же помещён в начале «Пражской Хроники». Большинство этих украшений включают спиральные узоры, стилизованные листья и цветы. Полностраничных инициалов шесть — два в Ветхом Завете (зачин Иисуса Навина и Книги Царств), четыре предваряют Евангелия. Их оформление включает птиц и животных. Инициалы к Евангелиям от Матфея (лист 254r) и Марка (лист 258v) украшены позолотой. По-видимому, имелся инициал и в начале Пятикнижия, но ныне он утрачен. Первые книги «Этимологий» Исидора Севильского украшены арабесковыми инициалами в синих и красных цветах; такие же украшения помещены в верхней части каждой страницы календаря и некрология (л. 305v—311v). Текст календаря и некрология отмечен широкой зелёной полосой, имеющей декоративное значение. Некоторые страницы кодекса украшены одноцветными буквицами.
Изображение Иосифа Флавия находится на внешней стороне листа, на уровне одной трети правой колонки текста, верхняя часть рисунка — на одном уровне с началом текста. Отождествление именно Иосифа Флавия проведено по белой заострённой шапке — традиционной для средневековых изображений евреев, и тому, что изображённый держит книгу. В отличие от традиционно изображаемых сидя евангелистов, Иосиф показан в полный рост.

Оформление страниц Гигантского кодекса
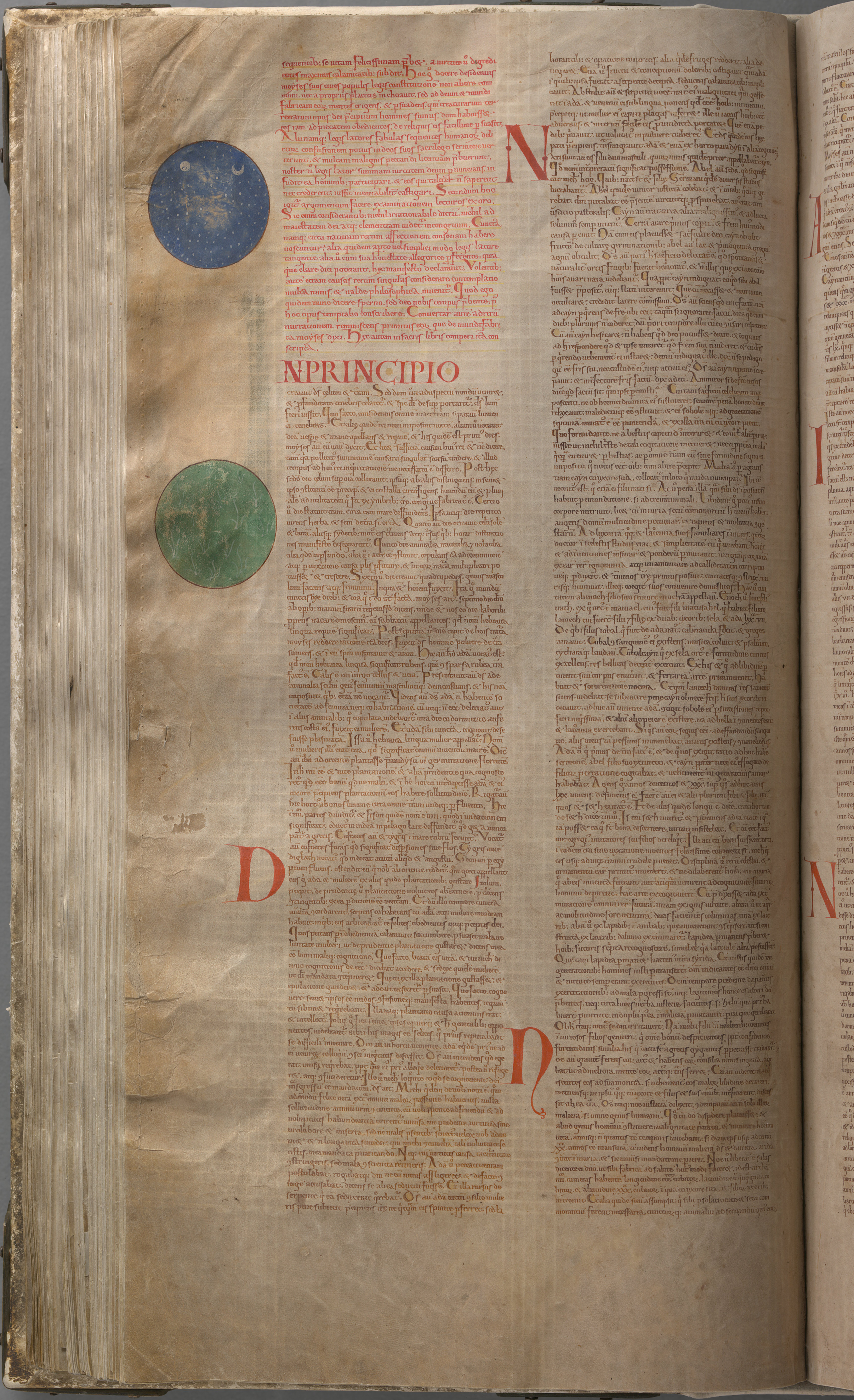
Небо и Земля в начале «Иудейских древностей»
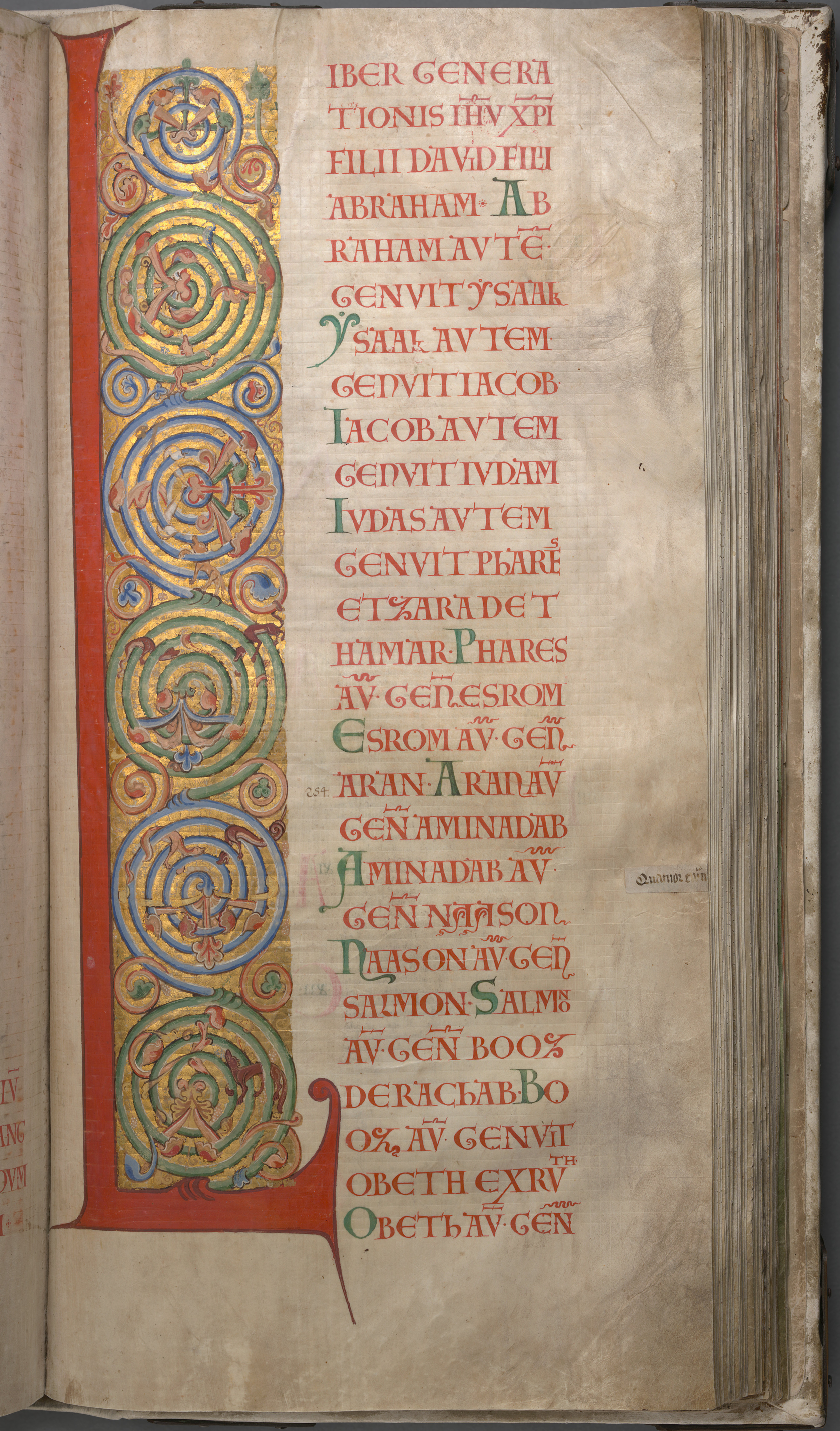
Инициал Евангелия от Матфея
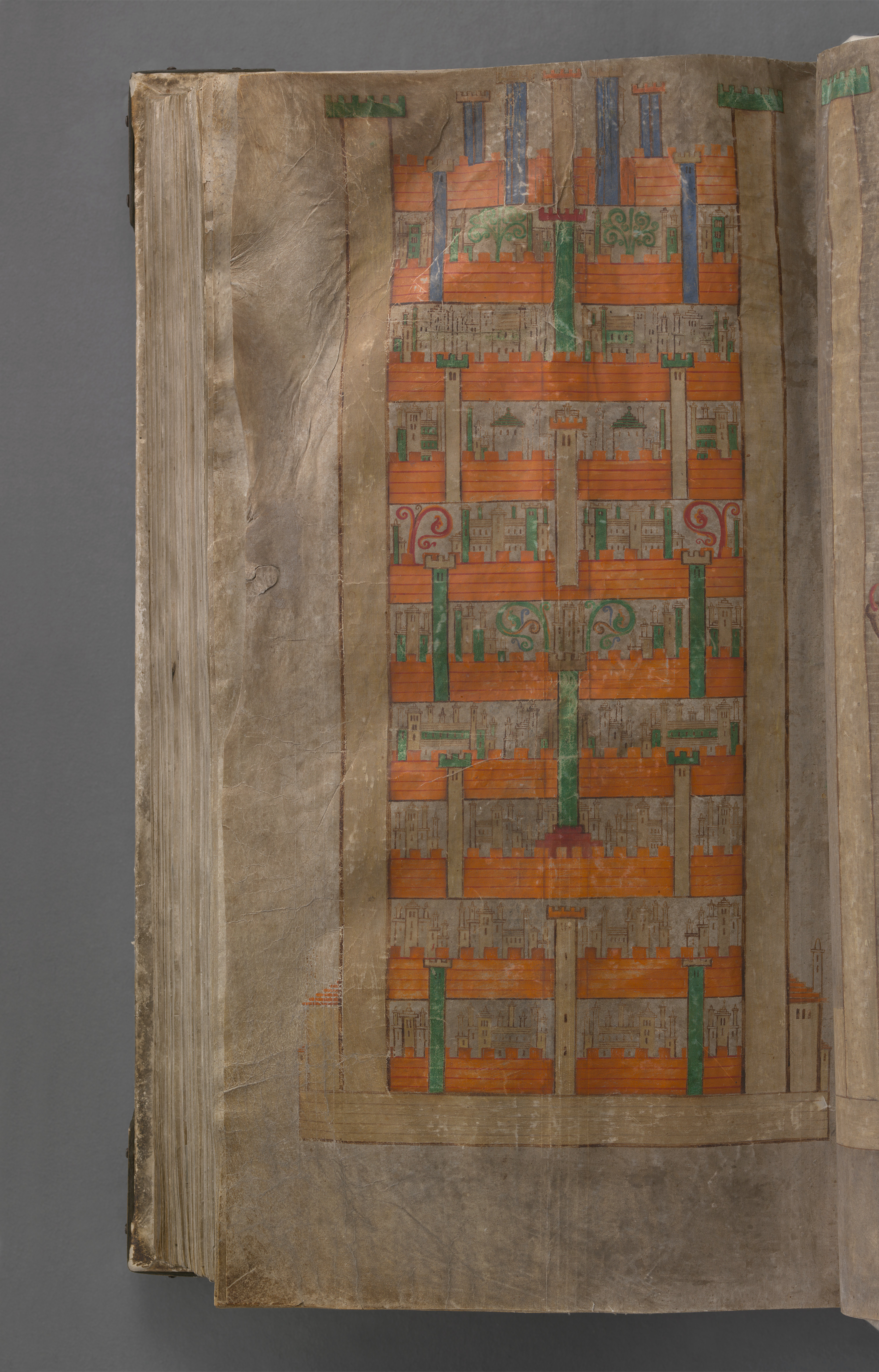
Небесный Град
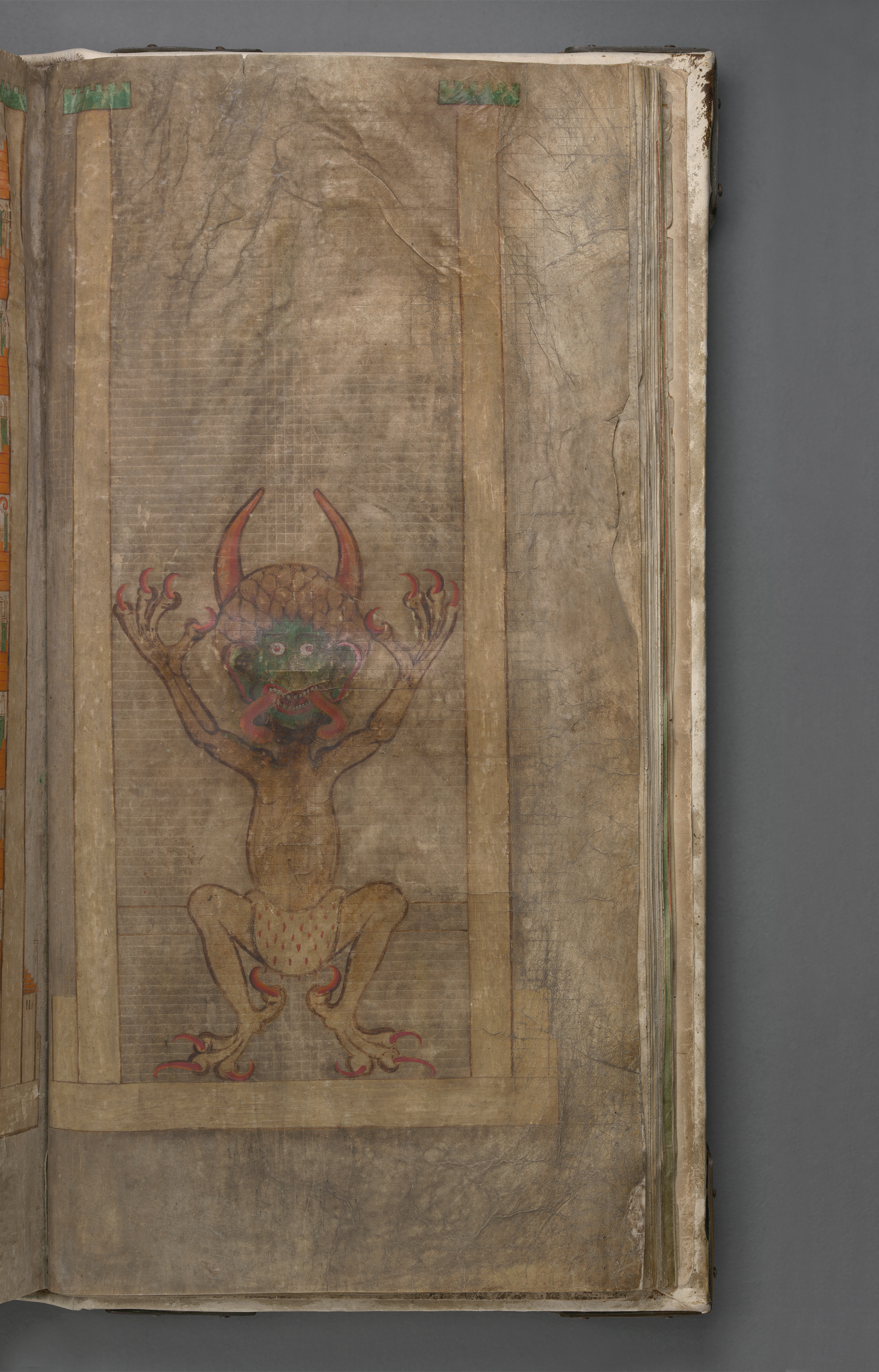
Дьявол
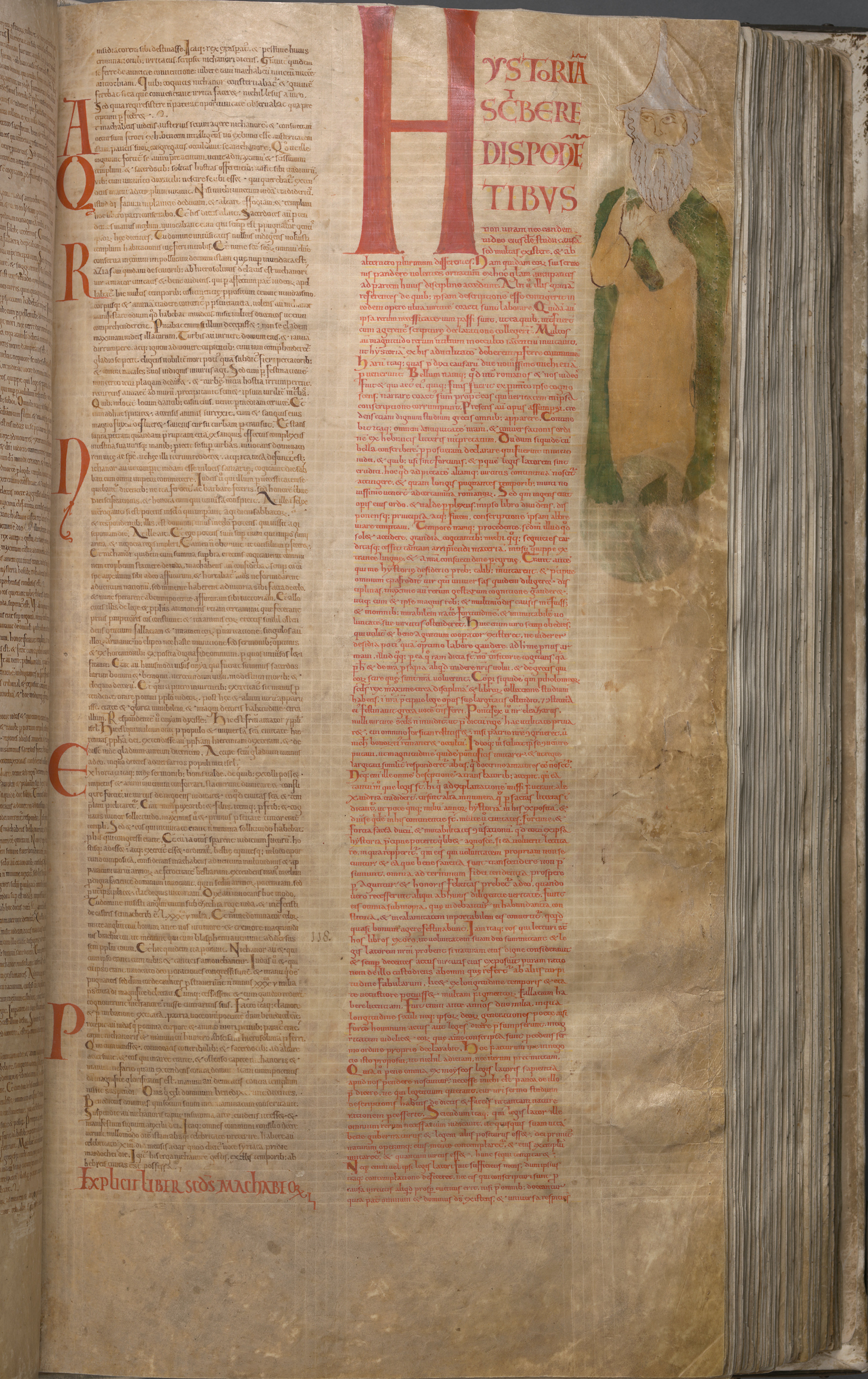
Портрет Иосифа Флавия в начале «Иудейских древностей»
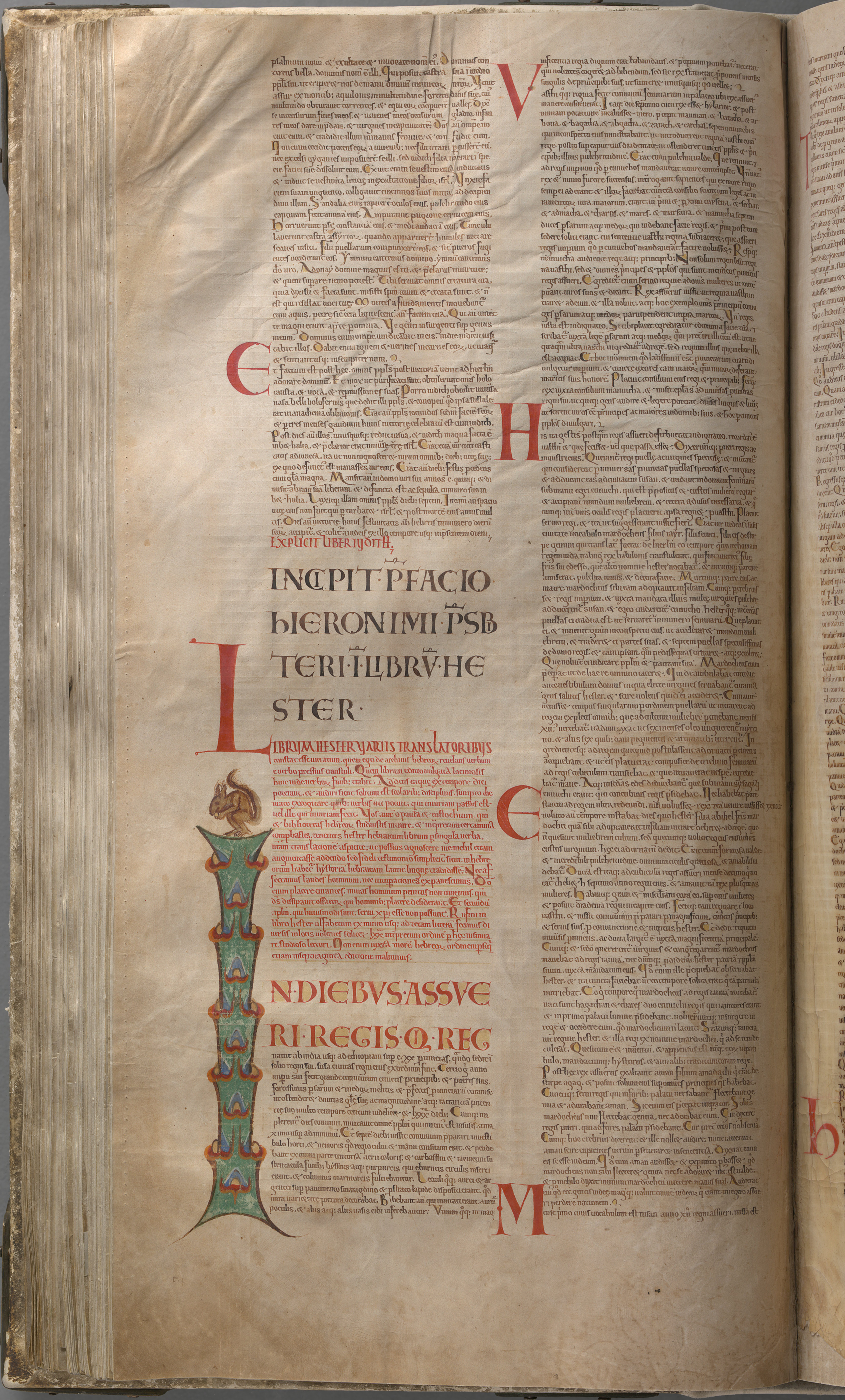
Инициал с белкой
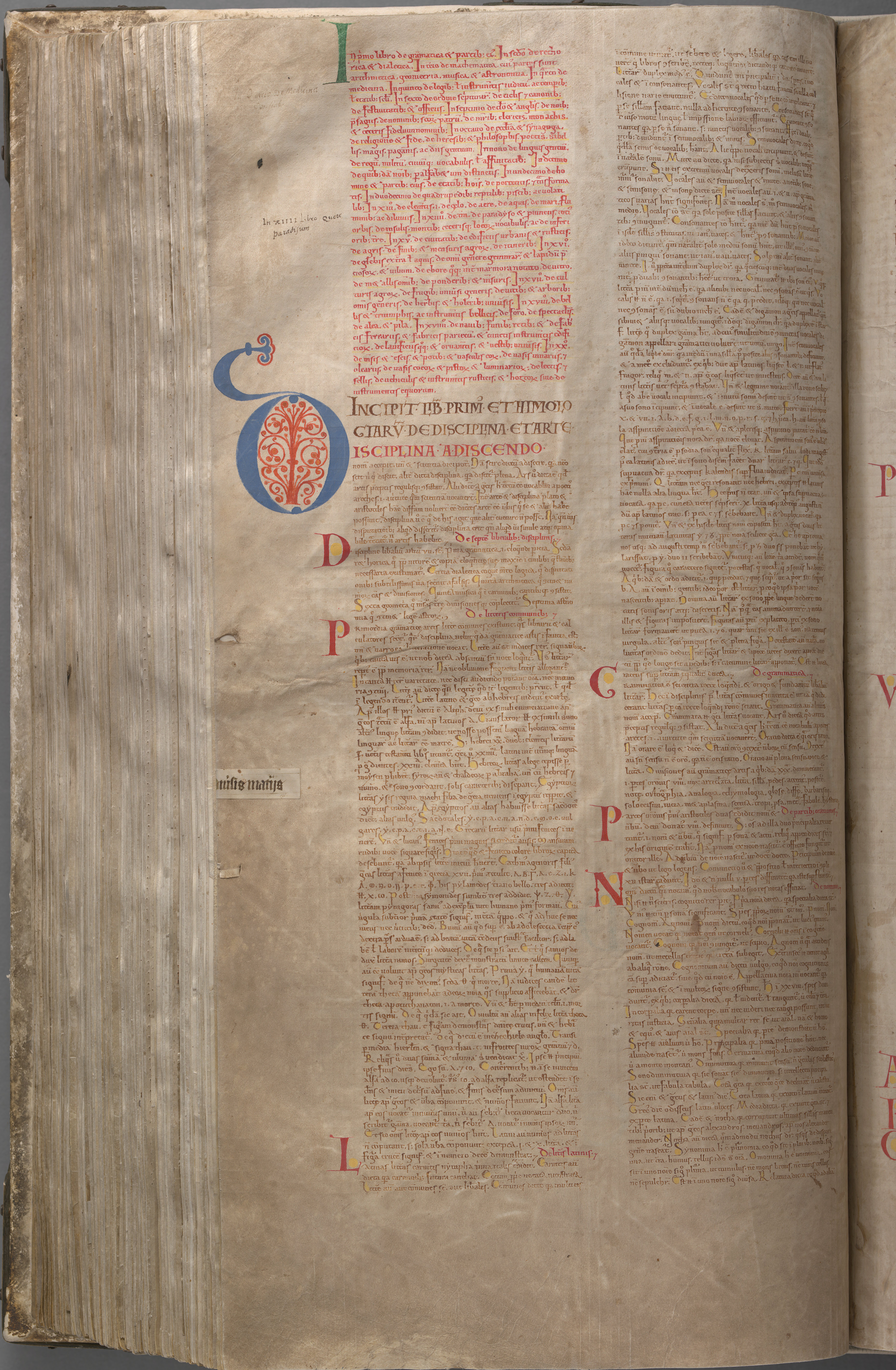
Инициал в «Этимологиях» Исидора Севильского
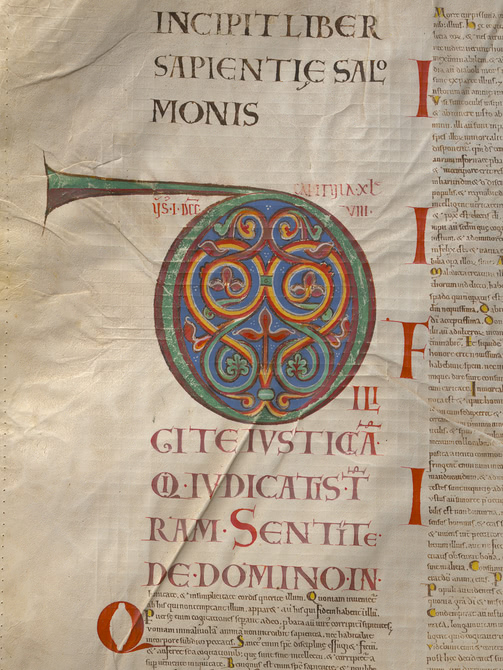
Инициал в начале Книги Премудрости Соломона

Изображение дьявола на 290-м листе уникально для средневекового оформления книг. Судя по линиям разметки, первоначально поверхность страницы планировалось заполнить текстом, а идея поместить туда изображение, возможно, возникла в ходе работы над рукописью. Положение фигуры вызывало ассоциации исследователей с изображениями танцующих фигур божеств индийского пантеона, но эта версия недоказуема. Поза сатаны явно указывает на готовность прыгнуть на жертву и вцепиться в неё когтями. Фигура дьявола занимает почти половину страницы, она изображена на постаменте, в пустом пространстве, образованном двумя желтыми узкими колоннами по 50 см высоты, увенчанными зелёными башнями. Пустое пространство намекает на одиночество сатаны в аду. Фигура выполнена с человеческими пропорциями, но с четырьмя пальцами на каждой конечности, оканчивающимися длинными красными когтями. Красные рога контрастируют с зелёным лицом и сочетаются с большими зелёными с красным обводом ушами; локоны волос ассоциируются с человеческими черепами. Фигура лишена хвоста и крыльев, так как такая традиция изображения сатаны возникла позже. Чресла князя тьмы прикрыты белой драпировкой, по-видимому, ассоциируемой с монаршей мантией с хвостиками горностая. Зелёный (нездоровый) цвет лица напоминает о смертном грехе зависти. Большие уши означают готовность не пропустить ни одного греховного слова, сплетни или клеветы. Раздвоенный язык ассоциируется со змеиным жалом, и указывает на двойственность людских помыслов, могущих быть обращёнными как к спасению, так и греховной погибели.
Колонны на изображении дьявола при сложении страниц совпадают с колоннами на предыдущем листе, в обрамление которых вписан Небесный Град. Отчасти, схематичность Града объясняется текстовой разметкой, которой придерживался миниатюрист. Снизу страницы Град ограничен стеной, служащей ему основанием, справа и слева к колоннам приставлены апсиды с оранжевыми крышами. Стена, как и колонны, жёлтого цвета. С внутренней стороны колонны соединены десятью оранжевыми стенами, расположенными одна над другой. Кроме второй и четвёртой остальные стены укреплены башнями разных цветов: шесть зеленых, семь желтых и шесть голубых. Увенчанные контрастными по цвету бойницами для стрельбы из лука, башни вместе со стенами представляют оборонительную систему города. Люди и животные на миниатюре не показаны.

### Переписчик
Особенности почерка и стиля иллюстраций показывают, что весь кодекс был переписан и украшен одним человеком. Предание гласит, что это был монах, которого заточили в келью за нарушение дисциплины, и он окончил рукопись за одну ночь, призвав на помощь дьявола. М. Гуллик оценивал срок изготовления кодекса примерно в 20—30 лет, считая последнее более вероятным. Он исходил при этом из расчёта, что среднестатистический писец Средневековья был способен скопировать около 100 строк текста в день. Таким образом при безостановочной работе и 6-часовом световом дне, только на переписывание текстов ушло бы не менее 5 лет. Учитывая годичный и суточный циклы богослужения, вряд ли писец мог работать более 3 часов в день. Учитывая, что текст содержит множество украшений, полноразмерные иллюстрации, сложные инициалы, на его переписывание и оформление у монаха-писца ушла практически вся жизнь.
Имя писца неизвестно. В мартирологе упоминается некий монах-затворник Герман (лат. Hermanus monachus inclusus), причём это обстоятельство связывается с легендой о кодексе. Однако по другой версии, скриба могли звать Собислав (Sobisslaus), это имя упоминается в молитве Деве Марии в маргиналии на листе 273r. Эти версии совершенно недоказуемы.

### Переплёт
Считается, что при реставрации кодекса в 1819 году были использованы материал и детали от переплёта XIII века, изготовленного из толстых досок, обтянутых белой кожей. Уголки переплёта снабжены металлическими угольниками в виде грифонов; уголки каждой крышки переплёта и центр снабжены металлическими полушариями, на которые опирается раскрытая книга. На задней крышке сохранились остатки крепежа, с помощью которого кодекс, по-видимому, был прикован к пюпитру или библиотечному шкафу.

## Значение для библейской текстологии
Текст Библии в Гигантском кодексе примечателен. Порядок библейских книг характерен для рукописей каролингской эпохи, и в XIII веке не воспроизводился. Тексты Ветхого и Нового Заветов отделены друг от друга. Порядок ветхозаветных книг таков: Пятикнижие, Пророки (включая Даниила и малых пророков), четыре книги Царств, Псалтирь, Ездра, Товит, Юдифь и Есфирь; завершается ряд Маккавейскими книгами. Псалтирь в Гигантском кодексе переписана в версии iuxta Hebraeos — то есть переведённая Иеронимом с еврейского оригинала; это отражает раннесредневековую традицию.
В тексте Нового Завета пролегомены Иеронима и его послание Папе Дамасию переписаны после Четвероевангелия и Деяний апостолов. Книга Откровения предшествует Посланиям Павла. Деяния апостолов и Откровение представляют в кодексе старолатинский перевод, причём сохранивший очень древние формы и чтения: текст совпадает с цитатами Писания, приведёнными в комментариях сардинского епископа IV века Люцифера Каларийского. В трудах Люцифера, написанных между 355—362 годами, цитируется не менее одной восьмой объёма Деяний, причём нет влияния греческих текстов; именно эта версия и зафиксирована Гигантским кодексом. Текст Откровения не такой древний, как в Деяниях, и больше затронут влиянием Вульгаты.
Колоссальные размеры кодекса тесно связаны со средневековой традицией, зародившейся примерно на рубеже XI—XII веков в Италии, и затем распространённой по всей Европе. Именно с этой эпохи степень святости Писания символически подчёркивалась размерами рукописей, некоторые из которых могли иметь формат 70 × 50 см. Такие кодексы создавались крупнейшими монастырями и богатыми епископствами, что подчёркивало автономную роль Римской церкви в тогдашней европейской политике. При этом совершенно неясна практическая роль таких книг: их размеры и масса позволяли их использовать только для обязательного чтения во время трапез или мессы. Такие рукописи, несомненно, служили эталонами для копирования библейских книг, предназначенных для повседневной богослужебной практики. Гигантский кодекс, по-видимому, завершил эту традицию — в это же время в Париже стали переписывать Библии малого формата. Его содержание и размеры остаются при этом уникальными.

## История

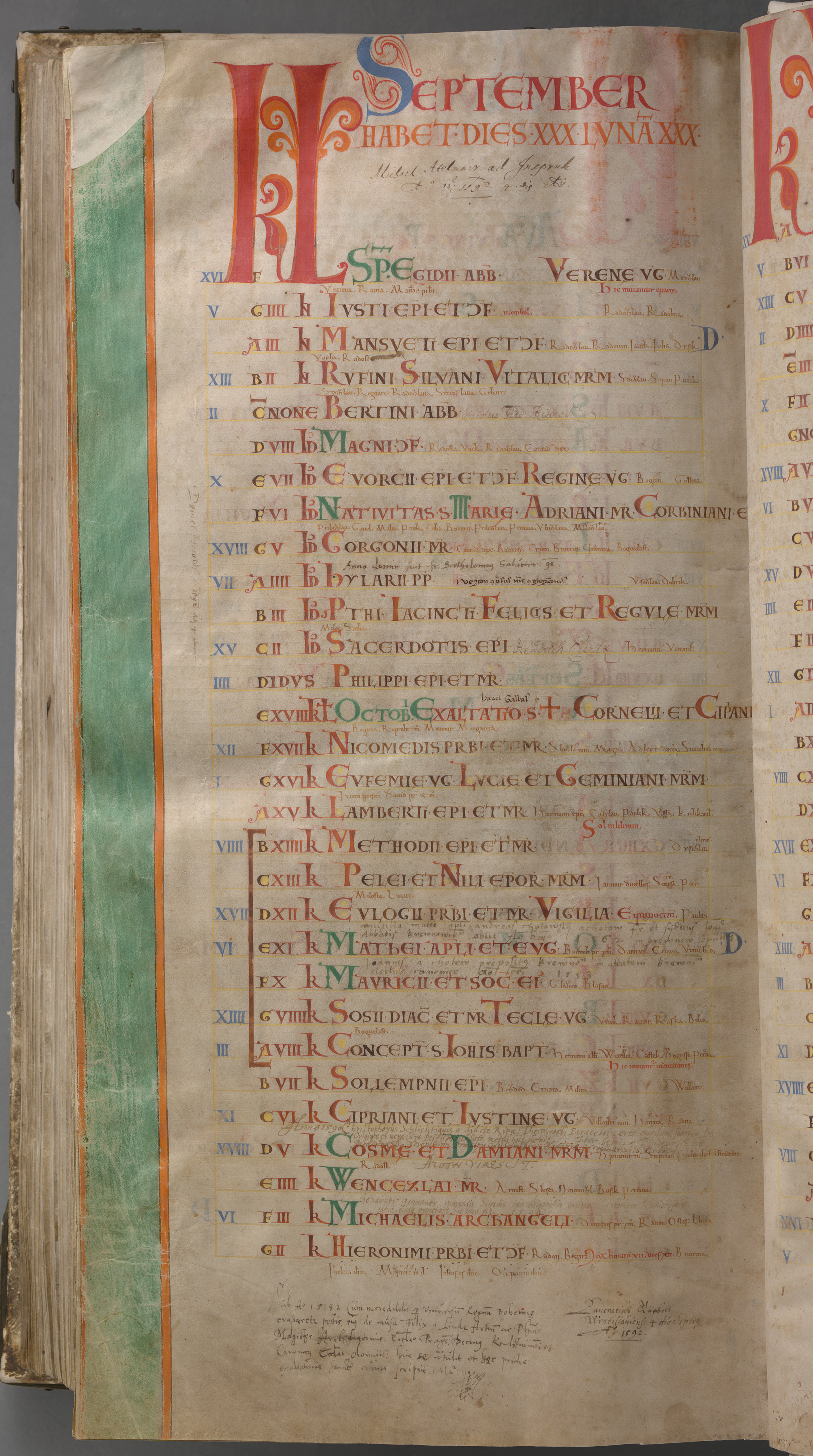
Страница 616 кодекса. Календарь-мартиролог, раздел за сентябрь. Хорошо видны маргиналии лиц, работавших с кодексом, в том числе Кристофора Шлихтинга (его имя записано между днями Киприана и Иустина, и Косьмы и Дамиана)

Некоторые сведения об истории создания кодекса можно извлечь из его содержания: в календаре указан местночтимый чешский святой Прокопий, который был канонизирован в 1204 году. В мартирологе он упоминается под 4 июля, следовательно, кодекс не мог быть начат ранее этой даты. Под 30 июля в некрологе упоминается и епископ Пражский Андреас, скончавшийся в 1224 году. Переписывание кодекса было окончено не позднее 1230 года, поскольку в мартирологе не был упомянут скончавшийся в декабре того же года король Пржемысл Отакар I. Во владельческом списке на первой странице упоминается монастырь в Подлажице, где, видимо, кодекс был переписан. Имеются и возражения против такой версии, поскольку Подлажицкая обитель была бедной и с маленькой братией, а для изготовления рукописи такого размера требовались большие расходы на пергамент и чернила с краской. Из-за финансовых затруднений, рукопись была продана в цистерцианский монастырь в Седлеце. Примерно к концу XIII века кодекс был перемещён в бенедиктинский монастырь Бржевнова, а позднее — в Брумов монастырь, где он хранился до конца XVI века.
В XVI веке кодекс привлёк внимание мистиков из круга Парацельса, чей ученик Кристофор Шлихтинг посетил Брумов монастырь и изучал кодекс в 1590 году. В 1594 году император Священной Римской империи Рудольф II заинтересовался кодексом с оккультистской точки зрения и перевёз фолиант в свой Пражский замок. Манускрипт упоминается во многих каталогах собраний диковин при пражском дворе; в это время широко распространилась и легенда о «дьявольской Библии». Однако рукопись использовалась и для научных целей: второе издание «Пражской хроники» 1602 года было осуществлено на её основе. Во время Тридцатилетней войны, после неуспешной осады Праги 1648 года, рукопись в качестве военного трофея забрали шведские войска. С 1649 года она находится в Шведской королевской библиотеке в Стокгольме.
В 1650 году Гигантский кодекс был включён в каталог Исаака Восса. 7 мая 1697 года книга едва не сгорела во время сильного пожара в королевском замке. Только в 1790-е годы кодекс стал предметом научного изучения: к нему обратился Йозеф Добровский, находившийся в то время в Стокгольме. В своей публикации 1796 года Добровский описал чешские элементы, содержащиеся в книге.

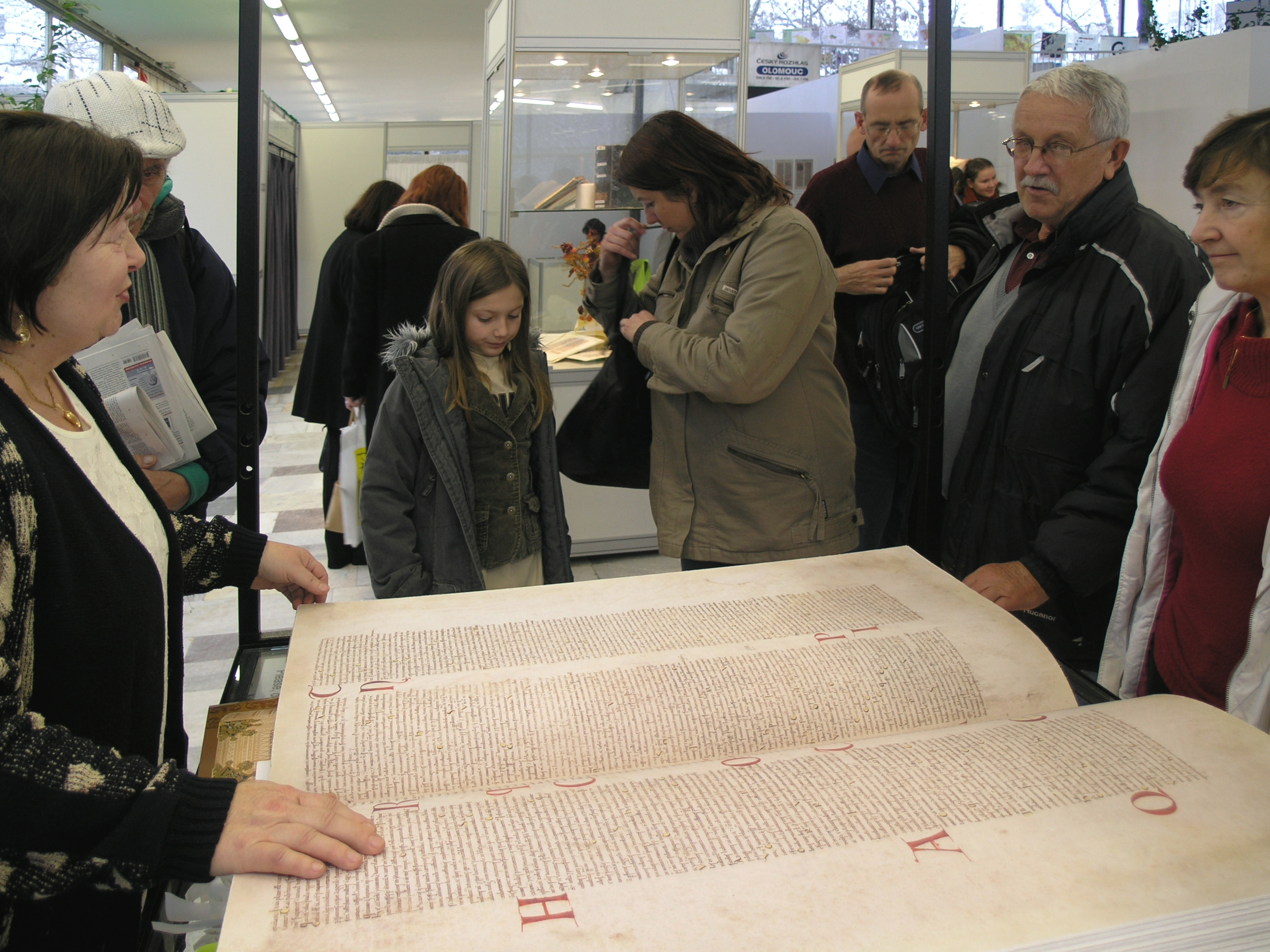
Копия Гигантского кодекса экспонируется в Оломоуце. Фото 2008 года

Со второй половины XIX века Гигантский кодекс был выставлен для всеобщего обозрения и стал популярным туристическим объектом. В 1906 году даже были выпущены его изображения для стереоскопа. В 1929 году было напечатано подробное исследование кодекса, написанное чешским историком искусства Антонином Фридлем. В 1929 году было издано открытое письмо с изображением Гигантского кодекса.
В октябре 2007 года манускрипт впервые в новейшей истории экспонировался на его родине — в Клементинуме (Национальная библиотека Чешской Республики) в Праге. Договорённость об этом была достигнута ещё в 2005 году во время визита премьер-министра Чешской республики Иржи Пароубека в Швецию. При этом особо оговаривалось, что речь не идёт о реституции реквизированной в ходе Тридцатилетней войны рукописи. В чешской прессе периодически появлялись требования вернуть рукопись в страну её создания, однако во время визита 2005 года И. Пароубек заявил, что «в полной мере уважает права Швеции».
Гигантский кодекс занимает большое место в сюжете трёхсерийного криминального телевизионного фильма «Уловка дьявола», вышедшего в эфир в 2009 году.